# Cubismo analitico
Il cubismo analitico è comunemente indicato come la prima fase del cubismo (con inizio nel 1909 e fine nel 1912) e vede un precursore in Paul Cézanne. L'artista, infatti, ben presto si evolve dall'impressionismo ritenendo eccessivamente superficiale la ricerca dell'istante luminoso che sta alla base della corrente artistica: il suo obiettivo diviene ben presto una ricerca più profonda, che miri ad estrapolare dal reale ed a rappresentare l'essenza stessa del visibile. Tra i suoi strumenti primari, sin dall'inizio, è possibile individuare la scomposizione geometrica e cromatica della scena, attraverso gli strumenti primari che individua nelle forme "del cono, del cilindro e della sfera" ed attraverso l'utilizzo del colore puro, secondo un processo definito analitico-induttivo.
Su queste basi si muove il primo grande del cubismo analitico, ovvero Pablo Picasso. Picasso rigetta l'uso di un modo ancora tradizionale che Cézanne fa del colore e sposta l'attenzione, influenzato dalla scultura africana, sulla sintesi volumetrica. Picasso è dunque il primo artista a cercare una sintesi di piani sull'unico livello della tela, una sintesi di movimenti nell'unico istante rappresentato. Il dipinto capostipite del cubismo, Les demoiselles d'Avignon (1907), è l'emblema di questo processo: la luce, completamente innaturale, è passata a sottolineare semplicemente la sovrapposizione e la giustapposizione dei piani, verso un percorso di sintesi che porterà presto al cubismo sintetico con l'arrivo di Juan Gris sulla scena pittorica.
La moltiplicazione del punto di vista alla base del cubismo analitico verrà invece portata avanti con fedeltà da autori come Georges Braque, che nel 1910 con La mandola raggiungerà la resa di una visione binoculare sull'unica superficie della tela. È sufficiente aggiungere la tematica del movimento a questa riflessione per portare al futurismo, con artisti quali Umberto Boccioni e Gino Severini, attenti alla rappresentazione su tela dei vari piani e delle varie "vedute" generate da un movimento.
I colori tipici del cubismo analitico sono l'ocra e il grigio che vengono usati per rendere il volume.